# Leden 2003
1. ledna – středa
 Byly zrušeny okresní úřady a jejich kompetence přešly na nově zřízené obce s rozšířenou působností.
 Podle novelizace občanského zákoníku má v Česku od tohoto dne spotřební zboží dvouletou záruční dobu.
 Francie převzala předsednictví v Radě bezpečnosti OSN.
 V Košicích zemřela slovenská spisovatelka Elena Lacková.
2. ledna – čtvrtek
 V Brně zahájil činnost Nejvyšší správní soud.
3. ledna – pátek
 Dva čeští turisté zahynuli v Priečném sedle ve Vysokých Tatrách.
5. ledna – neděle
 Při pumovém útoku v Tel Avivu zemřelo 23 lidí a přes 100 jich bylo zraněno.
 V litevských prezidentských volbách zvítězil bývalý premiér Rolandas Paksas.
 Asi 4 km od norského pobřeží ztroskotala nákladní loď Kongstind převážející umělá hnojiva.
 Britský politik Roy Jenkins zemřel na infarkt.
6. ledna – pondělí
 Několik obyvatel Litoměřic bylo evakuováno před rozvodněnou řekou Labe.
8. ledna – středa
 Asi 75 lidí zahynulo při havárii dopravního letounu RJ-100 na lince z Istanbulu do Diyarbakıru.
9. ledna – čtvrtek
 Dva stíhací letouny turecké armády RF-4 Phantom se srazily nad provincií Malatya.
10. ledna – pátek
 Při havárii autobusu u egyptské Hurghady bylo zraněno 12 českých a slovenských turistů.
12. ledna – neděle
 Zemřel Maurice Gibb, člen skupiny Bee Gees.
 Ve věku 100 let zemřel Slovák Koloman Sokol, který byl slovenský výtvarník, zakladatel slovenské a mexické grafiky.
13. ledna – pondělí
 Zemřel maďarský historik József Gyönyör.
15. ledna – středa
 Žádný ze čtyř kandidátů na českého prezidenta (Václav Klaus, Petr Pithart, Jaroslav Bureš a Miroslav Kříženecký) nezískal při první volbě potřebný počet hlasů.
18. ledna – sobota
 Zemřel Richard Crenna, který byl americký herec a narodil se v roce 1926.
19. ledna – neděle
 Ministr Petr Mareš byl zvolen předsedou Unie svobody – Demokratické unie.
21. ledna – úterý
 Známý americký hacker Kevin Mitnick může znovu začít používat počítač.
22. ledna – středa
 V nizozemských parlamentních volbách zvítězila Křesťanskodemokratická výzva dosavadního premiéra Jana Petera Balkenendeho se ziskem 28,6 % hlasů.
24. ledna – pátek
 Ani jeden ze tří kandidátů na českého prezidenta (Václav Klaus, Jaroslava Moserová a Miloš Zeman) nezískal při druhé volbě potřebný počet hlasů.
28. ledna – úterý
 V izraelských parlamentních volbách zvítězila strana Likud dosavadního premiéra Ariela Šarona se ziskem 29,39 % hlasů.
 Při srážce dvou tramvají v Brně bylo zraněno 13 lidí.
 Slovenský kameraman František Lukeš zemřel.
29. ledna – středa
 Americký literární kritik Leslie Fiedler zemřel.
30. ledna – čtvrtek
 Zemřel Ján Piroh, slovenský dokumentarista, známý filmy s horolezeckou tematikou a cestopisnými reportážami.